# Reg Allen
Arthur Reginald "Reg" Allen (Marylebone, London, 1919. május 3. - Ealing, 1976. április 3.) angol labdarúgó, aki pályafutása során a Queens Park Rangersben és a Manchester Unitedben játszott.

## Sportpályafutása
Allen 1938 decemberében, a Newport County ellen mutatkozhatott be a QPR-ben. Hamarosan a kor egyik legjobb kapusaként kezdték emlegetni. Összesen 183 bajnoki meccsen védhetett a londoni csapatban. A második világháború alatt Észak-Afrikában volt hadifogoly. 1948-ban ő is tagja volt annak a QPR-nek, mely megnyerte harmadosztály déli csoportját.
1950-ben a Manchester Unitedhez igazolt. Vétalára akkoriban világrekordnak számított a kapusok között. Öt évig szolgálta a Vörös Ördögöket, utána visszavonult.
1976. április 3-án, egy hónappal az 57. születésnapja előtt halt meg.

## Eredményei

### Queens Park Rangers
- Angol harmadosztály (déli csoport)

Győztes: 1947/48